# I miserabili (film 1978)
I miserabili è un film per la televisione del 1978 diretto da Glenn Jordan e basato sull'omonimo romanzo di Victor Hugo.